# 김병관 (언론인)
김병관(金炳琯, 1934년 7월 24일 ~ 2008년 2월 25일)은 대한민국의 언론인이다. 김성수 대한민국 제2대 부통령의 장손이다.
1968년 동아일보사에 입사해 33년간 신문 경영의 일선에서 일했으며 판매국장, 상무, 전무 등을 거쳐 1989년부터 2001년까지 동아일보의 사주를 역임했다. 그 뒤 2001년 은퇴하여 동아일보 명예회장으로 있었다. 한국신문협회 회장, 한국디지털교육재단 이사장, 일민문화재단 이사장 등을 지냈고, 1999년부터 2005년까지 고려중앙학원의 제11대 재단 이사장을 역임했다.

## 학력
- 중앙고등학교 졸업
- 고려대학교 경제학 학사
- 고려대학교 경영대학원 경영학 석사

## 생애

### 생애 초반
1934년 경성부에서 인촌 김성수의 아들 일민 김상만의 장남으로 태어났다. 그는 중앙고등학교와 고려대학교 경제학과를 졸업했다. 호남 거부(巨富) 가문의 장손으로 태어났으나 그는 한때 판소리를 배우기도 했다. 후일 회고에서 그는 명창 만정 김소희에게서 한때 가르침을 받은 것을 자랑하기도 했다.
'만정(晩汀) 김소희 선생님의 가르침을 받은 것입니다. (한숨 몰아쉬고) 고나헤~ 성화로구나헤~ 아깝다 내 청춘, 언제 다시 올거나, 철 따라 봄은 가고, 봄 따라 청춘 가니, 오는 백발을 어이를 할거나….'
가슴 깊이 취기가 젖어들면 구슬프게 ‘흥타령’을 불러젖혔다. 중앙고와 고려대 경제학과를 졸업하고 1968년 동아일보에 입사해 33년간 신문 경영의 일선에서 일했다.
할아버지인 김성수가 설립한 동아일보에 1968년 입사해 광고, 판매, 총무국 등 여러 부서에서 근무했다. 이후 동아일보 관리과장, 관리부 차장, 광고부장, 판매부장, 광고국 부국장 등을 지냈다.
그 뒤 1977년 동아일보 판매국장 및 광고국장, 1981년 상무이사, 1983년 전무이사 등을 지냈다. 이후 1985년 동아일보 부사장에 선임된다.

### 언론, 사회단체 활동

#### 동아일보 경영
아버지 김상만의 뒤를 이어 동아일보 경영자가 되었다. 1985년 부사장, 1987년 발행인을 차례로 맡았고, 1989년 3월 동아일보 대표이사 사장 겸 발행인이 되었다.
그가 동아일보 발행인이 된 1987년 경찰이 서울대생 박종철 군을 고문치사한 사건이 일어났다. 엄혹했던 그해, 1월 19일자 동아일보는 ‘물고문 도중 질식사’ 제하에 1면 전체를 이 사건 관련 기사로 채웠다. 그뿐 아니라 당시 발행면수 12면 중 6개 면에 걸쳐 국가 공권력의 만행을 고발했다. 정부의 보도 중지 압력에도 그는 굴하지 않았다. 동아일보가 연일 터뜨린 고문치사 사건 속보는 그해 6월 민주 항쟁의 기폭제가 됐다. 그때도 그는 동아일보 기자들의 버팀목이었다. 그러나 이 과정에서 해고된 직원들의 처우에는 소홀하여 비판의 여지가 되기도 했다.
85년 부사장으로 승진했고 87년 발행인을 맡았다. 1991년 사장에 재선임된 뒤 1993년 3월 동아일보 회장을 거쳐 2001년에는 동아일보 명예회장으로 취임했다. 한국신문협회 회장과 일민문화재단 이사장 등도 역임했다.
김병관이 동아일보 발행인이던 1987년 동아일보는 서울대생 박종철군 고문치사 사건을 특종 보도하고, 이후 제2창간 선언 등을 통해 매출액이 늘어나는 등 사세를 확장했다. 서울 충정로에 대형 사옥을 건립했고, 광화문에 동아미디어센터를 개설한 것도 김병관이 대표이사로 있던 때였다. 1995년에 동아일보는 86억 원의 흑자를 기록하기도 했다.
1995년에 중국을 방문해 리펑(이붕) 총리와의 단독 회견을 성사시켰고, 1998년에는 조선민주주의인민공화국 조선아시아태평양평화위원회 김용순 위원장의 초청을 받아 남측 신문 경영인으로서는 최초로 조선민주주의인민공화국을 방문했다. 또 미국의 뉴욕타임스와 일본 아사히 신문, 러시아 이즈베스티야 등의 신문들과 제휴를 맺고 국제적 교류를 확대하기도 했다.

#### 문화, 사회 후원 활동
1989년 동아일보 사장 시절, 그가 국립극장과 손잡고 펼친 ‘창작 창극운동’은 척박했던 국악계에 신선한 바람을 불러일으켰다. 해외 순회공연을 통해 세계적으로 큰 호응을 얻은 창극 ‘아리랑’을 비롯해 임꺽정, 안중근, 김구, 홍범도, 전봉준 등이 그의 후원으로 재조명됐다. 또한 남도의 토속, 민요를 소재로 한 연극과 영화 촬영에도 전폭 후원, 지원해주었다.
1998년 10월 북한에 다녀온 화정은 사재를 털어 ‘화정평화재단’과 ‘21세기 평화연구소’를 설립했다. 얽히고설킨 한반도 문제의 해법을 찾기 위한 것이었다. 그밖에 그는 한국신문협회 회장과 한국디지털교육재단 이사장 등을 역임하기도 했다.

### 생애 후반

#### 세무조사와 명예회장직 사퇴
1999년 고려대와 중앙중고교, 고려중고교 재단인 고려중앙학원 이사장으로 취임했고, 2001년 2월 사장 오명에게 동아일보 회장직을 물려주고 명예회장에 취임하였으나 정부의 세무조사가 시작되자 사퇴하였다.
동아일보에 변함없는 기대와 애정, 믿음을 보내고 있는 독자와 국민에게 심려를 끼친 데 대해 더할 나위 없는 송구스러움을 느낀다. ...(이하 중략)... 현 상황에 대한 모든 책임을 지고 이사와 명예회장직을 모두 사임한다. ...(이하 중략)... 동아일보는 이 나라 자유민주주의의 보루로서 자유민주주의와 시장경제의 수호는 독자들과의 변할 수 없는 약속”이라며 “개혁과 합법이라는 이름으로 자유민주주의를 훼손시키려는 세력에 대해 엄정한 비판으로 자유민주주의를 지켜달라.

2001년 국민의 정부 당시 세무조사가 시작되자 일선에서 물러났지만 2005년 다시 동아일보 명예회장에 추대되었고, 그해에는 한국디지털교육재단 이사장으로 선임되는 등 교육 분야에서도 활동했다. 그러나 2001년 7월 국민의 정부의 동아일보 세무 조사 과정에서 부인 안경희가 2001년 7월 14일 투신자살하였다.
문화 예술과 학생 지원에도 적극 참여하여 고학생들의 학비를 후원하였고, 민속문화 연구에도 지원을 아끼지 않았다. 1990년 창극 <아리랑>의 러시아 공연을 지원, 1991년 국민훈장 무궁화장을 받았으며, 1997년 오스트레일리아 모나쉬대학교에서 명예법학박사, 2001년 일본 와세다 대학에서 명예법학박사 학위를 수여 받았다.
2001년 병상에서도 중앙중·고교 개교 100주년을 기념하고 인문학 발전을 위해 공사 중이던 ‘인문학박물관’의 공사 진척 상황을 직접 챙겼다. 2001년 이후 병석에 있었고, 식도암 등의 지병이 악화되었다. 2005년부터 고려중앙학원 상임고문을 맡아 왔다. 2005년 명예회장직에 복귀했다. 이후 명예회장으로 있으면서 한국신문협회 회장 등을 역임했다.

#### 투병
2006년 고려대학교안암병원에서 식도암 진단을 받고 삼성서울병원에서 수술을 받았으나, 암이 악화되어 2007년 12월 20일 삼성서울병원에 입원해 투병하다 2008년 2월 25일 사망했다.

### 사후
고려대 화정체육관에서 화정 김병관 선생 장례위원회 주관으로 장례를 치른 후 장지는 경기도 남양주시 화도읍 금남리 선영에 묻혔다.

## 가족 관계
- 조부: 김성수(金性洙, 1891년~1955년)
- 아버지: 김상만(金相万, 1910년~1994년)
- 아내: 안경희(安慶姬, 1939년~2001년)
  - 맏딸: 김태령(일민미술관 관장)
  - 첫째 아들: 김재호(동아일보 대표이사 사장, 채널A 대표이사 사장)
  - 막내 아들: 김재열(제일기획 스포츠사업총괄 사장)

## 사상과 신념
그는 언론사를 운영함에 있어 '이 나라 자유민주주의의 보루로서 자유민주주의와 시장경제의 수호는 독자들과의 변할 수 없는 약속'이라는 신념을 가졌다. 그는 '자유민주주의와 시장경제의 수호'를 의무라 자임하였으며 '개혁과 합법이라는 이름으로 자유민주주의를 훼손시키려는 세력에 대한 반발과 부정적인 시각을 피력하였다.

## 평가와 비판

### 긍정적 평가
정진석 한국외국어대 명예교수는 그를 기리는 추모사에서 "화정 선생에게 동아일보는 3대를 이어온 영광스러운 가업(家業)인 동시에 벗어던질 수 없는 무거운 십자가였다. 창업주 인촌 김성수 선생을 중심으로 일제강점기의 어둡고 고통스러웠던 시기에 출발해 오늘에 이르기까지 격동의 역사를 헤쳐온 역사 깊은 신문의 운영을 책임지는 중압감에서 잠시라도 몸을 피할 수 없는 상황이었다."고 평하였다.
이정일 전 국회의원은 화정의 절친한 지인 중 한 명이다. 화정의 부인 안경희 여사 생전에는 내외가 함께 해외여행을 자주 다녔다. 이 전 의원의 기억 속에 화정은 ‘부러질지언정 꺾이지 않는’ 언론인의 모습으로 남아 있다. 이 전 의원의 회고다.
그분은 불의와 타협할 수 있는 성격이 아니었다. 허허실실 웃더라도 자기 주관이 분명했다. 평소 술을 좋아했지만 취중에도 편집국장이 상의해오면 전혀 흐트러짐 없이 항상 공정하고 불편부당한 입장에서 냉정하게 지시했다. 다른 것은 양보해도 기사에서만큼은 양보란 없었다. 1990년 노태우 전 대통령 재임 중 3당 합당을 할 때도, 김대중 정부 때도 권력에 문제가 있으면 결코 좌시하지 않았다. 언론을 떠나서 다른 무엇을 할 수 없는 분이었다.

그의 초등학교 동창으로 60년 가까이 희로애락을 함께한 이상혁 변호사는 “투박한 얼굴에 말은 없고 눈만 껌뻑거려 남들에겐 무뚝뚝해 보였겠지만, 잔정이 많은 사람이었다”면서 “어느 여행지를 가든 1000~2000원 하는 값싼 기념품을 사가지고 와 호주머니에 넣고 다니면서 직원들에게 나눠주곤 했다”고 말했다.

### 부정적 평가
군사 정권의 압력하에 해고된 기자들의 처우에 무관심하여 비판의 대상이 되기도 했다.
동아투위 사건으로 해직된 기자들로부터 사과하라는 요구도 끊임없이 받았다. 그러나 그는 사과하지 않았다.
그의 필생의 가업이었던 동아일보는 조선일보, 중앙일보와 함께 '조중동'이라는 부정적 이미지로 점철되어 있기도 하다.

## 기타
그의 판소리 실력은 판소리 명창들에게도 인정되었다. 안숙선 명창은 “아주 걸쭉하고 자신 있게 잘 부르셨다. 참 멋있는 분이셨다. 우리나라 사람으로서 우리 음악을 사랑하고 즐길 줄 아는 분이셨다”고 회상했다. 그는 신분에 구애됨이 없이 민요 등을 곧잘 부르곤 했다.
‘정론직필(正論直筆)’과 ‘공선사후(公先私後)’는 그가 평생 지켜온 소신이었다.
이명박 정부의 초대 외교·안보담당 수석비서관을 지낸  김병국과 사촌 사이이다. 이건희와는 자녀들끼리 결혼하여 사돈 관계이다.

## 같이 보기
| - 동아일보 - 이명박 정부 - 고려대학교 - 일민재단 - 김상만 - 김성수 - 김연수 - 김병기 - 송상현 - 송영수 - 송진우 - 안경희 | - 국민의 정부 - 김대중 - 윤치호 - 윤치영 - 윤보선 - 이아주 - 이명박 - 김병국 - 윤인구 |

## 참고 문헌
- 정세라 기자 (2001년 10월 25일). “김병관 전 회장 구속집행정지 '석방'”. 한겨레. 2001년 10월 25일에 확인함.[깨진 링크(과거 내용 찾기)]
- 국기헌 기자 (2008년 2월 25일). “김병관 전 동아일보 회장 별세”. 연합뉴스. 2008년 2월 29일에 원본 문서에서 보존된 문서. 2008년 2월 25일에 확인함.
- 정승환 기자 (2008년 2월 25일). “김병관 동아일보 前회장 별세”. 매일경제. 2008년 2월 25일에 확인함.
- “김병관 전 동아일보 회장 별세”. 조선일보. 2008년 2월 25일. 2008년 2월 25일에 확인함.
- 김병관: 언론 자유를 뛰어넘은 사주[깨진 링크(과거 내용 찾기)] 최을영
- 김병관 동아일보 전 명예회장 별세 미디어오늘
- http://www.hankyung.com/news/app/newsview.php?aid=2008022500667

| 전임 채문식 | 제11·12대 고려중앙학원 이사장 1999년 3월 5일~2005년 6월 15일 | 후임 현승종 |